# Liste der Deutschen Meister im 1500-Meter-Lauf
Der 1500-Meter-Lauf wird für die Männer seit den ersten Deutschen Leichtathletik-Meisterschaften im Jahre 1898 ausgetragen. In den Jahren 1901, 1914 sowie 1944 und 45 gab es kriegsbedingt keine Deutsche Meisterschaften. Bei den Frauen wurde erstmals 1967 in der DDR eine Deutsche Meisterschaft über 1500 Meter durchgeführt, in der Bundesrepublik Deutschland ist der 1500-Meter-Lauf der Frauen seit 1968 Bestandteil der vom Deutschen Leichtathletik-Verband veranstalteten Deutschen Meisterschaften.

## Deutsche Meisterschaftsrekorde
| Männer | 3:34,64 min | Robert Farken (SC DHfK Leipzig)                   | Braunschweig | 6. Juni 2021 |
| Frauen | 3:59,58 min | Konstanze Klosterhalfen (TSV Bayer 04 Leverkusen) | Erfurt       | 9. Juli 2017 |

## Gesamtdeutsche Meister seit 1991 (DLV)
| Jahr | Ort                 | Männer    | Männer                                     | Männer     | Frauen    | Frauen                                            | Frauen     |
| Jahr | Ort                 | Datum     | Athlet                                     | Zeit [min] | Datum     | Athletin                                          | Zeit [min] |
| ---- | ------------------- | --------- | ------------------------------------------ | ---------- | --------- | ------------------------------------------------- | ---------- |
| 2025 | Dresden             | 3. August | Robert Farken (SG Motor Gohlis-Nord)       | 3:46,96    | 3. August | Jolanda Kallabis (FT 1844 Freiburg)               | 4:25,90    |
| 2024 | Braunschweig        | 30. Juni  | Robert Farken (SC DHfK Leipzig)            | 3:37,91    | 30. Juni  | Vera Coutellier (ASV Köln)                        | 4:12,60    |
| 2023 | Kassel              | 9. Juli   | Marius Probst (TV Wattenscheid 01)         | 3:46,73    | 9. Juli   | Katharina Trost (LG Stadtwerke München)           | 4:09,05    |
| 2022 | Berlin              | 26. Juni  | Christoph Kessler (LG Region Karlsruhe)    | 3:44,64    | 26. Juni  | Hanna Klein (LAV Stadtwerke Tübingen)             | 4:22,13    |
| 2021 | Braunschweig        | 6. Juni   | Robert Farken (SC DHfK Leipzig)            | 3:34,64    | 6. Juni   | Hanna Klein (LAV Stadtwerke Tübingen)             | 4:13,95    |
| 2020 | Braunschweig        | 9. August | Marius Probst (TV Wattenscheid 01)         | 3:52,47    | 9. August | Hanna Klein (LAV Stadtwerke Tübingen)             | 4:13,71    |
| 2019 | Berlin              | 4. August | Amos Bartelsmeyer (LG Eintracht Frankfurt) | 3:56,34    | 4. August | Caterina Granz (LG Nord Berlin)                   | 4:08,91    |
| 2018 | Nürnberg            | 22. Juli  | Timo Benitz (LG farbtex Nordschwarzwald)   | 3:53,43    | 22. Juli  | Konstanze Klosterhalfen (TSV Bayer 04 Leverkusen) | 4:06,34    |
| 2017 | Erfurt              | 9. Juli   | Timo Benitz (LG farbtex Nordschwarzwald)   | 3:38,77    | 9. Juli   | Konstanze Klosterhalfen (TSV Bayer 04 Leverkusen) | 3:59,58    |
| 2016 | Kassel              | 19. Juni  | Timo Benitz (LG farbtex Nordschwarzwald)   | 3:40,28    | 19. Juni  | Konstanze Klosterhalfen (TSV Bayer 04 Leverkusen) | 4:07,92    |
| 2015 | Nürnberg            | 26. Juli  | Florian Orth (LG Telis Finanz Regensburg)  | 3:44,61    | 26. Juli  | Maren Kock (LG Telis Finanz Regensburg)           | 4:09,25    |
| 2014 | Ulm                 | 27. Juli  | Timo Benitz (LG farbtex Nordschwarzwald)   | 3:57,53    | 27. Juli  | Maren Kock (LG Telis Finanz Regensburg)           | 4:20,85    |
| 2013 | Ulm                 | 7. Juli   | Carsten Schlangen (LG Nord Berlin)         | 3:43,38    | 7. Juli   | Corinna Harrer (LG Telis Finanz Regensburg)       | 4:12,12    |
| 2012 | Bochum-Wattenscheid | 17. Juni  | Florian Orth (LG Telis Finanz Regensburg)  | 3:43,71    | 17. Juni  | Corinna Harrer (LG Telis Finanz Regensburg)       | 4:11,04    |
| 2011 | Kassel              | 24. Juli  | Carsten Schlangen (LG Nord Berlin)         | 3:57,94    | 24. Juli  | Corinna Harrer (LG Telis Finanz Regensburg)       | 4:10,47    |
| 2010 | Braunschweig        | 18. Juli  | Carsten Schlangen (LG Nord Berlin)         | 3:45,44    | 18. Juli  | Diana Sujew (SC Potsdam)                          | 4:13,69    |
| 2009 | Ulm                 | 5. Juli   | Carsten Schlangen (LG Nord Berlin)         | 3:43,66    | 5. Juli   | Denise Krebs (TV Wattenscheid 01)                 | 4:18,77    |
| 2008 | Nürnberg            | 6. Juli   | Stefan Eberhardt (TH Laufclub Erfurt)      | 3:41,54    | 6. Juli   | Denise Krebs (TV Wattenscheid 01)                 | 4:22,23    |
| 2007 | Erfurt              | 22. Juli  | Carsten Schlangen (LG Nord Berlin)         | 3:41,95    | 22. Juli  | Antje Möldner (SC Potsdam)                        | 4:16,12    |
| 2006 | Ulm                 | 16. Juli  | Carsten Schlangen (LG Nord Berlin)         | 3:42,35    | 16. Juli  | Kerstin Werner (TV Wattenscheid 01)               | 4:21,41    |
| 2005 | Bochum-Wattenscheid | 3. Juli   | Franek Haschke (LG Nord Berlin)            | 3:40,39    | 3. Juli   | Antje Möldner (SC Potsdam)                        | 4:12,38    |
| 2004 | Braunschweig        | 11. Juli  | Wolfram Müller (LAV Asics Tübingen)        | 3:46,35    | 11. Juli  | Kathleen Friedrich (LAC Erdgas Chemnitz)          | 4:10,78    |
| 2003 | Ulm                 | 29. Juni  | Franek Haschke (LG Asics Pirna)            | 3:49,97    | 29. Juni  | Kathleen Friedrich (LAC Erdgas Chemnitz)          | 4:21,86    |
| 2002 | Bochum-Wattenscheid | 7. Juli   | Franek Haschke (LG Asics Pirna)            | 3:43,01    | 7. Juli   | Kathleen Friedrich (LAC Erdgas Chemnitz)          | 4:10,99    |
| 2001 | Stuttgart           | 1. Juli   | Wolfram Müller (LSV Pirna)                 | 3:37,61    | 1. Juli   | Kathleen Friedrich (LAC Erdgas Chemnitz)          | 4:15,17    |
| 2000 | Braunschweig        | 30. Juli  | Dirk Heinze (SV Creaton Großengottern)     | 3:38,75    | 30. Juli  | Kathleen Friedrich (LAC Erdgas Chemnitz)          | 4:17,99    |
| 1999 | Erfurt              | 4. Juli   | Rüdiger Stenzel (TV Wattenscheid 01)       | 3:41,49    | 4. Juli   | Kristina da Fonseca-Wollheim (SV Halle)           | 4:10,49    |
| 1998 | Berlin              | 5. Juli   | Dieter Baumann (TSV Bayer 04 Leverkusen)   | 3:42,00    | 5. Juli   | Kristina da Fonseca-Wollheim (SV Halle)           | 4:19,58    |
| 1997 | Frankfurt/M.        | 29. Juni  | Rüdiger Stenzel (TV Wattenscheid 01)       | 3:39,04    | 29. Juni  | Sylvia Kühnemund (SV Halle)                       | 4:11,21    |
| 1996 | Köln                | 22. Juni  | Dieter Baumann (LG Bayer Leverkusen)       | 3:37,36    | 23. Juni  | Sylvia Kühnemund (SV Halle)                       | 4:09,65    |
| 1995 | Bremen              | 1. Juli   | Dieter Baumann (LG Bayer Leverkusen)       | 3:40,02    | 1. Juli   | Ellen Buchleitner, geb. Kießling (Dresdner SC)    | 4:16,07    |
| 1994 | Erfurt              | 2. Juli   | Rüdiger Stenzel (TV Wattenscheid 01)       | 3:49,91    | 2. Juli   | Ellen Kießling (Dresdner SC)                      | 4:15,26    |
| 1993 | Duisburg            | 10. Juli  | Jens-Peter Herold (SCC Berlin)             | 3:49,86    | 10. Juli  | Simone Weidner (OSC Berlin)                       | 4:15,62    |
| 1992 | München             | 20. Juni  | Jens-Peter Herold (SCC Berlin)             | 3:41,68    | 20. Juni  | Ellen Kießling (Dresdner SC)                      | 4:14,89    |
| 1991 | Hannover            | 27. Juli  | Jens-Peter Herold (SCC Berlin)             | 3:42,72    | 27. Juli  | Ellen Kießling (Dresdner SC)                      | 4:16,75    |

## Meister in derBundesrepublik Deutschlandbzw. derTrizonevon 1948 bis 1990 (DLV)
| Jahr | Ort                                   | Männer     | Männer                                          | Männer      | Frauen                                                     | Frauen                                                     | Frauen                                                     |
| Jahr | Ort                                   | Datum      | Athlet                                          | Zeit [min]  | Datum                                                      | Athletin                                                   | Zeit [min]                                                 |
| ---- | ------------------------------------- | ---------- | ----------------------------------------------- | ----------- | ---------------------------------------------------------- | ---------------------------------------------------------- | ---------------------------------------------------------- |
| 1990 | Düsseldorf                            | 11. August | Eckhardt Rüter (VfL Wolfsburg)                  | 3:40,34     | 11. August                                                 | Vera Michallek, geb. Steiert (LG Frankfurt)                | 4:17,74                                                    |
| 1989 | Hamburg                               | 13. August | Dieter Baumann (VfL Waiblingen)                 | 3:44,93     | 12. August                                                 | Gabriele Schwarzbauer (MTV Ingolstadt)                     | 4:21,31                                                    |
| 1988 | Frankfurt/M.                          | 23. Juli   | Dieter Baumann (VfL Waiblingen)                 | 3:45,60     | 23. Juli                                                   | Vera Michallek, geb. Steiert (LG Frankfurt)                | 4:12,41                                                    |
| 1987 | Gelsenkirchen                         | 11. Juli   | Dieter Baumann (VfL Waiblingen)                 | 3:38,87     | 11. Juli                                                   | Brigitte Kraus (ASV Köln)                                  | 4:10,59                                                    |
| 1986 | Berlin                                | 12. Juli   | Uwe Mönkemeyer (TV Wattenscheid 01)             | 3:38,59     | 12. Juli                                                   | Brigitte Kraus (ASV Köln)                                  | 4:13,39                                                    |
| 1985 | Stuttgart                             | 3. August  | Uwe Becker (VfL Wolfsburg)                      | 3:39,65     | 3. August                                                  | Brigitte Kraus (ASV Köln)                                  | 4:08,72                                                    |
| 1984 | Düsseldorf                            | 23. Juni   | Uwe Becker (VfL Wolfsburg)                      | 3:38,32     | 23. Juni                                                   | Margrit Klinger (TV Obersuhl)                              | 4:08,81                                                    |
| 1983 | Bremen                                | 25. Juni   | Uwe Becker (VfL Wolfsburg)                      | 3:39,36     | 26. Juni                                                   | Brigitte Kraus (ASV Köln)                                  | 4:09,69                                                    |
| 1982 | München                               | 24. Juli   | Thomas Wessinghage (ASV Köln)                   | 3:43,84     | 25. Juli                                                   | Martina Krott (LAV Bayer Uerdingen / Dormagen)             | 4:12,53                                                    |
| 1981 | Gelsenkirchen                         | 18. Juli   | Thomas Wessinghage (ASV Köln)                   | 3:39,10     | 19. Juli                                                   | Brigitte Kraus (ASV Köln)                                  | 4:10,54                                                    |
| 1980 | Hannover                              | 16. August | Thomas Wessinghage (USC Mainz)                  | 3:39,66     | 17. August                                                 | Elisabeth Schacht (ASV Köln)                               | 4:14,39                                                    |
| 1979 | Stuttgart                             | 11. August | Thomas Wessinghage (USC Mainz)                  | 3:37,7      | 12. August                                                 | Brigitte Kraus (ASV Köln)                                  | 4:13,3                                                     |
| 1978 | Köln                                  | 12. August | Thomas Wessinghage (USC Mainz)                  | 3:41,1      | 13. August                                                 | Brigitte Kraus (ASV Köln)                                  | 4:09,4                                                     |
| 1977 | Hamburg                               | 6. August  | Thomas Wessinghage (USC Mainz)                  | 3:37,9      | 7. August                                                  | Janice Merrill / USA (USC Mainz)                           | 4:06,5                                                     |
| 1976 | Frankfurt/M.                          | 14. August | Paul-Heinz Wellmann (TuS 04 Leverkusen)         | 3:41,0      | 15. August                                                 | Brigitte Kraus (ASV Köln)                                  | 4:08,4                                                     |
| 1975 | Gelsenkirchen                         | 29. Juni   | Thomas Wessinghage (TuS 04 Leverkusen)          | 3:40,2      | 29. Juni                                                   | Ellen Wellmann (TuS 04 Leverkusen)                         | 4:19,2                                                     |
| 1974 | Hannover                              | 27. Juli   | Paul-Heinz Wellmann (TV 1885 Haiger)            | 3:39,83     | 28. Juli                                                   | Ellen Wellmann (TuS 04 Leverkusen)                         | 4:21,6                                                     |
| 1973 | Berlin                                | 22. Juli   | Paul-Heinz Wellmann (TV 1885 Haiger)            | 3:42,55     | 22. Juli                                                   | Ellen Tittel (TuS 04 Leverkusen)                           | 4:27,45                                                    |
| 1972 | München                               | 23. Juli   | Bodo Tümmler (SCC Berlin)                       | 3:41,5      | 23. Juli                                                   | Ellen Tittel (TuS 04 Leverkusen)                           | 4:15,8                                                     |
| 1971 | Stuttgart                             | 10. Juli   | Bodo Tümmler (SCC Berlin)                       | 3:42,3      | 10. Juli                                                   | Ellen Tittel (TuS 04 Leverkusen)                           | 4:16,7                                                     |
| 1970 | Berlin                                | 8. August  | Jürgen May (SV Schwalbe Hanau)                  | 3:42,4      | 8. August                                                  | Ellen Tittel (TuS 04 Leverkusen)                           | 4:13,1 (BR)                                                |
| 1969 | Düsseldorf                            | 16. August | Bodo Tümmler (SCC Berlin)                       | 3:45,5      | 16. August                                                 | Gerda Klöpfer (Regensburger Turnerschaft)                  | 4:22,9                                                     |
| 1968 | Berlin (Männer) / Geretsried (Frauen) | 17. August | Bodo Tümmler (SCC Berlin)                       | 3:43,6      | 21. Juli                                                   | Gerda Klöpfer (Regensburger Turnerschaft)                  | 4:32,7                                                     |
| 1967 | Stuttgart                             | 5. August  | Bodo Tümmler (SCC Berlin)                       | 3:45,9      | Wettbewerb für Frauen noch nicht im Meisterschaftsprogramm | Wettbewerb für Frauen noch nicht im Meisterschaftsprogramm | Wettbewerb für Frauen noch nicht im Meisterschaftsprogramm |
| 1966 | Hannover                              | 7. August  | Bodo Tümmler (SCC Berlin)                       | 3:43,6      | Wettbewerb für Frauen noch nicht im Meisterschaftsprogramm | Wettbewerb für Frauen noch nicht im Meisterschaftsprogramm | Wettbewerb für Frauen noch nicht im Meisterschaftsprogramm |
| 1965 | Duisburg                              | 8. August  | Bodo Tümmler (SCC Berlin)                       | 3:45,6      | Wettbewerb für Frauen noch nicht im Meisterschaftsprogramm | Wettbewerb für Frauen noch nicht im Meisterschaftsprogramm | Wettbewerb für Frauen noch nicht im Meisterschaftsprogramm |
| 1964 | Berlin                                | 9. August  | Harald Norpoth (Preußen Münster)                | 3:41,6      | Wettbewerb für Frauen noch nicht im Meisterschaftsprogramm | Wettbewerb für Frauen noch nicht im Meisterschaftsprogramm | Wettbewerb für Frauen noch nicht im Meisterschaftsprogramm |
| 1963 | Augsburg                              | 11. August | Harald Norpoth (DJK SSG Telgte)                 | 3:45,0      | Wettbewerb für Frauen noch nicht im Meisterschaftsprogramm | Wettbewerb für Frauen noch nicht im Meisterschaftsprogramm | Wettbewerb für Frauen noch nicht im Meisterschaftsprogramm |
| 1962 | Hamburg                               | 29. Juli   | Harald Norpoth (DJK SSG Telgte)                 | 3:42,8      | Wettbewerb für Frauen noch nicht im Meisterschaftsprogramm | Wettbewerb für Frauen noch nicht im Meisterschaftsprogramm | Wettbewerb für Frauen noch nicht im Meisterschaftsprogramm |
| 1961 | Düsseldorf                            | 30. Juli   | Karl Eyerkaufer (FSV Frankfurt)                 | 3:44,3      | Wettbewerb für Frauen noch nicht im Meisterschaftsprogramm | Wettbewerb für Frauen noch nicht im Meisterschaftsprogramm | Wettbewerb für Frauen noch nicht im Meisterschaftsprogramm |
| 1960 | Berlin                                | 24. Juli   | Adolf Schwarte (Rot-Weiß Oberhausen)            | 3:46,1      | Wettbewerb für Frauen noch nicht im Meisterschaftsprogramm | Wettbewerb für Frauen noch nicht im Meisterschaftsprogramm | Wettbewerb für Frauen noch nicht im Meisterschaftsprogramm |
| 1959 | Stuttgart                             | 26. Juli   | Edmund Brenner (SKV Eglosheim)                  | 3:46,7      | Wettbewerb für Frauen noch nicht im Meisterschaftsprogramm | Wettbewerb für Frauen noch nicht im Meisterschaftsprogramm | Wettbewerb für Frauen noch nicht im Meisterschaftsprogramm |
| 1958 | Hannover                              | 20. Juli   | Edmund Brenner (SKV Eglosheim)                  | 3:51,2      | Wettbewerb für Frauen noch nicht im Meisterschaftsprogramm | Wettbewerb für Frauen noch nicht im Meisterschaftsprogramm | Wettbewerb für Frauen noch nicht im Meisterschaftsprogramm |
| 1957 | Düsseldorf                            | 18. August | Olaf Lawrenz (Berliner SC)                      | 3:48,8      | Wettbewerb für Frauen noch nicht im Meisterschaftsprogramm | Wettbewerb für Frauen noch nicht im Meisterschaftsprogramm | Wettbewerb für Frauen noch nicht im Meisterschaftsprogramm |
| 1956 | Berlin                                | 19. August | Günter Dohrow (SCC Berlin)                      | 3:49,6      | Wettbewerb für Frauen noch nicht im Meisterschaftsprogramm | Wettbewerb für Frauen noch nicht im Meisterschaftsprogramm | Wettbewerb für Frauen noch nicht im Meisterschaftsprogramm |
| 1955 | Frankfurt/M.                          | 7. August  | Werner Lueg (Barmer TV 1846 Wuppertal)          | 3:44,4      | Wettbewerb für Frauen noch nicht im Meisterschaftsprogramm | Wettbewerb für Frauen noch nicht im Meisterschaftsprogramm | Wettbewerb für Frauen noch nicht im Meisterschaftsprogramm |
| 1954 | Hamburg                               | 8. August  | Werner Lueg (Barmer TV 1846 Wuppertal)          | 3:45,4      | Wettbewerb für Frauen noch nicht im Meisterschaftsprogramm | Wettbewerb für Frauen noch nicht im Meisterschaftsprogramm | Wettbewerb für Frauen noch nicht im Meisterschaftsprogramm |
| 1953 | Augsburg                              | 26. Juli   | Werner Lueg (Sportfreunde Gevelsberg)           | 3:48,0      | Wettbewerb für Frauen noch nicht im Meisterschaftsprogramm | Wettbewerb für Frauen noch nicht im Meisterschaftsprogramm | Wettbewerb für Frauen noch nicht im Meisterschaftsprogramm |
| 1952 | Berlin                                | 29. Juni   | Werner Lueg (Sportfreunde Gevelsberg)           | 3:43,0 (DR) | Wettbewerb für Frauen noch nicht im Meisterschaftsprogramm | Wettbewerb für Frauen noch nicht im Meisterschaftsprogramm | Wettbewerb für Frauen noch nicht im Meisterschaftsprogramm |
| 1951 | Düsseldorf                            | 29. Juli   | Karl Kluge (Werder Bremen)                      | 3:50,2      | Wettbewerb für Frauen noch nicht im Meisterschaftsprogramm | Wettbewerb für Frauen noch nicht im Meisterschaftsprogramm | Wettbewerb für Frauen noch nicht im Meisterschaftsprogramm |
| 1950 | Stuttgart                             | 5. August  | Rolf Lamers (Rot-Weiß Oberhausen)               | 3:54,0      | Wettbewerb für Frauen noch nicht im Meisterschaftsprogramm | Wettbewerb für Frauen noch nicht im Meisterschaftsprogramm | Wettbewerb für Frauen noch nicht im Meisterschaftsprogramm |
| 1949 | Bremen                                | 6. August  | Karl Kluge (Werder Bremen)                      | 3:57,2      | Wettbewerb für Frauen noch nicht im Meisterschaftsprogramm | Wettbewerb für Frauen noch nicht im Meisterschaftsprogramm | Wettbewerb für Frauen noch nicht im Meisterschaftsprogramm |
| 1948 | Nürnberg                              | 14. August | Heinz Westerteicher (Schwarz-Weiß Radevormwald) | 4:01,4      | Wettbewerb für Frauen noch nicht im Meisterschaftsprogramm | Wettbewerb für Frauen noch nicht im Meisterschaftsprogramm | Wettbewerb für Frauen noch nicht im Meisterschaftsprogramm |

## Meister in derDDRbzw. derSBZvon 1948 bis 1990 (DVfL)
| Jahr | Ort                        | Datum                | Männer                                    | Männer     | Frauen                                                     | Frauen                                                     |
| Jahr | Ort                        | Datum                | Athlet                                    | Zeit [min] | Athletin                                                   | Zeit [min]                                                 |
| ---- | -------------------------- | -------------------- | ----------------------------------------- | ---------- | ---------------------------------------------------------- | ---------------------------------------------------------- |
| 1990 |                            |                      | Jens-Peter Herold (ASK Vorwärts Potsdam)  |            | Ellen Kießling (SC Einheit Dresden)                        |                                                            |
| 1989 | Neubrandenburg             |                      | Jens-Peter Herold (ASK Vorwärts Potsdam)  |            | Ellen Kießling (SC Einheit Dresden)                        |                                                            |
| 1988 |                            |                      | Jens-Peter Herold (ASK Vorwärts Potsdam)  |            | Birgit Barth (SC Dynamo Berlin)                            |                                                            |
| 1987 |                            |                      | Jens-Peter Herold (ASK Vorwärts Potsdam)  |            | Hildegard Körner, geb. Ullrich (SC Turbine Erfurt)         |                                                            |
| 1986 |                            |                      | Andreas Busse (SC Einheit Dresden)        |            | Ines Bibernell (SC Chemie Halle)                           |                                                            |
| 1985 | Leipzig                    | 9. bis 11. August    | Olaf Beyer (ASK Vorwärts Potsdam)         | 3:40,96    | Ulrike Bruns, geb. Klapezynski (ASK Vorwärts Potsdam)      | 4:04,29                                                    |
| 1984 | Erfurt                     | 1. bis 3. Juni       | Andreas Busse (SC Einheit Dresden)        | 3:36,03    | Ulrike Bruns, geb. Klapezynski (ASK Vorwärts Potsdam)      | 4:01,38                                                    |
| 1983 | Karl-Marx-Stadt / Chemnitz | 16. bis 18. Juni     | Andreas Busse (SC Einheit Dresden)        | 3:37,38    | Christiane Wartenberg, geb. Stoll (SC Chemie Halle)        | 4:04,41                                                    |
| 1982 | Dresden                    | 30. Juni bis 3. Juli | Olaf Beyer (ASK Vorwärts Potsdam)         | 3:41,09    | Ulrike Bruns, geb. Klapezynski (ASK Vorwärts Potsdam)      | 4:01,72                                                    |
| 1981 | Jena                       | 7. bis 9. August     | Olaf Beyer (ASK Vorwärts Potsdam)         | 3:46,43    | Angelika Zauber, geb. Kuhse (SC Dynamo Berlin)             | 3:59,90                                                    |
| 1980 | Cottbus                    | 16. bis 18. Juli     | Jürgen Straub (ASK Vorwärts Potsdam)      | 3:39,7     | Ulrike Bruns, geb. Klapezynski (SC Cottbus)                | 4:05,6                                                     |
| 1979 | Karl-Marx-Stadt / Chemnitz | 9. bis 12. August    | Jürgen Straub (ASK Vorwärts Potsdam)      | 3:38,4     | Christiane Wartenberg, geb. Stoll (SC Chemie Halle)        | 4:05,4                                                     |
| 1978 |                            |                      | Jürgen Straub (ASK Vorwärts Potsdam)      |            | Ulrike Bruns, geb. Klapezynski (SC Cottbus)                |                                                            |
| 1977 |                            |                      | Jürgen Straub (ASK Vorwärts Potsdam)      |            | Christina Liebetrau (SC Turbine Erfurt)                    |                                                            |
| 1976 |                            |                      | Gerhard Stolle (ASK Vorwärts Potsdam)     |            | Gunhild Hoffmeister (SC Cottbus)                           |                                                            |
| 1975 |                            |                      | Klaus-Peter Justus (SC Motor Jena)        |            | Waltraud Strotzer (SC Motor Jena)                          |                                                            |
| 1974 |                            |                      | Klaus-Peter Justus (SC Motor Jena)        |            | Gunhild Hoffmeister (SC Cottbus)                           |                                                            |
| 1973 |                            |                      | Klaus-Peter Justus (SC Motor Jena)        |            | Gunhild Hoffmeister (SC Cottbus)                           |                                                            |
| 1972 |                            |                      | Klaus-Peter Justus (SC Motor Jena)        |            | Gunhild Hoffmeister (SC Cottbus)                           |                                                            |
| 1971 |                            |                      | Bernd Exner (SC Turbine Erfurt)           |            | Gunhild Hoffmeister (SC Cottbus)                           |                                                            |
| 1970 |                            |                      | Klaus-Peter Justus (SC Motor Jena)        |            | Gunhild Hoffmeister (SC Cottbus)                           |                                                            |
| 1969 |                            |                      | Manfred Matuschewski (SC Turbine Erfurt)  |            | Gunhild Hoffmeister (SC Cottbus)                           |                                                            |
| 1968 |                            |                      | Dieter Fromm (SC Turbine Erfurt)          |            | Gunhild Hoffmeister (SC Cottbus)                           |                                                            |
| 1967 |                            |                      | Matthias Seidler (SC Dynamo Berlin)       |            | Waltraud Pöhlitz (SC Chemie Halle)                         |                                                            |
| 1966 |                            |                      | Jürgen May (SC Turbine Erfurt)            |            | Wettbewerb für Frauen noch nicht im Meisterschaftsprogramm | Wettbewerb für Frauen noch nicht im Meisterschaftsprogramm |
| 1965 |                            |                      | Jürgen May (SC Turbine Erfurt)            |            | Wettbewerb für Frauen noch nicht im Meisterschaftsprogramm | Wettbewerb für Frauen noch nicht im Meisterschaftsprogramm |
| 1964 |                            |                      | Siegfried Valentin (ASK Vorwärts Berlin)  |            | Wettbewerb für Frauen noch nicht im Meisterschaftsprogramm | Wettbewerb für Frauen noch nicht im Meisterschaftsprogramm |
| 1963 |                            |                      | Karl-Heinz Kruse (SC Chemie Halle)        |            | Wettbewerb für Frauen noch nicht im Meisterschaftsprogramm | Wettbewerb für Frauen noch nicht im Meisterschaftsprogramm |
| 1962 |                            |                      | Jürgen May (SC Turbine Erfurt)            |            | Wettbewerb für Frauen noch nicht im Meisterschaftsprogramm | Wettbewerb für Frauen noch nicht im Meisterschaftsprogramm |
| 1961 |                            |                      | Siegfried Valentin (ASK Vorwärts Berlin)  |            | Wettbewerb für Frauen noch nicht im Meisterschaftsprogramm | Wettbewerb für Frauen noch nicht im Meisterschaftsprogramm |
| 1960 |                            |                      | Siegfried Valentin (ASK Vorwärts Berlin)  |            | Wettbewerb für Frauen noch nicht im Meisterschaftsprogramm | Wettbewerb für Frauen noch nicht im Meisterschaftsprogramm |
| 1959 |                            |                      | Siegfried Valentin (ASK Vorwärts Berlin)  |            | Wettbewerb für Frauen noch nicht im Meisterschaftsprogramm | Wettbewerb für Frauen noch nicht im Meisterschaftsprogramm |
| 1958 |                            |                      | Klaus Richtzenhain (SC Lok Leipzig)       |            | Wettbewerb für Frauen noch nicht im Meisterschaftsprogramm | Wettbewerb für Frauen noch nicht im Meisterschaftsprogramm |
| 1957 |                            |                      | Klaus Richtzenhain (SC Lok Leipzig)       |            | Wettbewerb für Frauen noch nicht im Meisterschaftsprogramm | Wettbewerb für Frauen noch nicht im Meisterschaftsprogramm |
| 1956 | Erfurt                     |                      | Siegfried Herrmann (SC Chemie Halle)      |            | Wettbewerb für Frauen noch nicht im Meisterschaftsprogramm | Wettbewerb für Frauen noch nicht im Meisterschaftsprogramm |
| 1955 |                            |                      | Klaus Richtzenhain (SC Lok Leipzig)       |            | Wettbewerb für Frauen noch nicht im Meisterschaftsprogramm | Wettbewerb für Frauen noch nicht im Meisterschaftsprogramm |
| 1954 |                            |                      | Siegfried Herrmann (Einheit Mitte Halle)  |            | Wettbewerb für Frauen noch nicht im Meisterschaftsprogramm | Wettbewerb für Frauen noch nicht im Meisterschaftsprogramm |
| 1953 |                            |                      | Siegfried Herrmann (Einheit Mitte Halle)  |            | Wettbewerb für Frauen noch nicht im Meisterschaftsprogramm | Wettbewerb für Frauen noch nicht im Meisterschaftsprogramm |
| 1952 |                            |                      | Siegfried Herrmann (Traktor Unterschönau) |            | Wettbewerb für Frauen noch nicht im Meisterschaftsprogramm | Wettbewerb für Frauen noch nicht im Meisterschaftsprogramm |
| 1951 | Erfurt                     | 13. bis 15. Juli     | Rolf Donath (Einheit Mitte Halle)         |            | Wettbewerb für Frauen noch nicht im Meisterschaftsprogramm | Wettbewerb für Frauen noch nicht im Meisterschaftsprogramm |
| 1950 |                            |                      | Wolf Dinse (Einheit NO Berlin)            |            | Wettbewerb für Frauen noch nicht im Meisterschaftsprogramm | Wettbewerb für Frauen noch nicht im Meisterschaftsprogramm |
| 1949 |                            |                      | Heinz Pingel (Parchim)                    |            | Wettbewerb für Frauen noch nicht im Meisterschaftsprogramm | Wettbewerb für Frauen noch nicht im Meisterschaftsprogramm |
| 1948 |                            |                      | K. Kahnt (Tröglitz)                       |            | Wettbewerb für Frauen noch nicht im Meisterschaftsprogramm | Wettbewerb für Frauen noch nicht im Meisterschaftsprogramm |

## Deutsche Meister 1898 bis 1947 (DLV)
In diesen Jahren wurde der 1500-Meter-Lauf nur für Männer ausgetragen.
| Jahr | Ort                                                         | Datum                                                       | Athlet                                                      | Zeit [min]                                                  |
| ---- | ----------------------------------------------------------- | ----------------------------------------------------------- | ----------------------------------------------------------- | ----------------------------------------------------------- |
| 1947 | Köln                                                        | 9. August                                                   | Ludwig Kaindl (TSV 1860 München)                            | 3:58,6                                                      |
| 1946 | Frankfurt am Main                                           | 25. August                                                  | Ludwig Kaindl (TSV 1860 München)                            | 3:59,6                                                      |
| 1945 | kriegsbedingt keine Deutschen Leichtathletikmeisterschaften | kriegsbedingt keine Deutschen Leichtathletikmeisterschaften | kriegsbedingt keine Deutschen Leichtathletikmeisterschaften | kriegsbedingt keine Deutschen Leichtathletikmeisterschaften |
| 1944 | kriegsbedingt keine Deutschen Leichtathletikmeisterschaften | kriegsbedingt keine Deutschen Leichtathletikmeisterschaften | kriegsbedingt keine Deutschen Leichtathletikmeisterschaften | kriegsbedingt keine Deutschen Leichtathletikmeisterschaften |
| 1943 | Berlin                                                      | 25. Juli                                                    | Ludwig Warnemünde (Luftwaffen SV Rerik)                     | 3:56,8                                                      |
| 1942 | Berlin                                                      | 26. Juli                                                    | Ludwig Kaindl (TS Jahn München)                             | 3:54,6                                                      |
| 1941 | Berlin                                                      | 20. Juli                                                    | Ludwig Kaindl (TS Jahn München)                             | 3:55,2                                                      |
| 1940 | Berlin                                                      | 11. August                                                  | Ludwig Kaindl (TS Jahn München)                             | 3:58,8                                                      |
| 1939 | Berlin                                                      | 9. Juli                                                     | Harry Mehlhose (Berliner SC)                                | 3:52,4                                                      |
| 1938 | Breslau                                                     | 30. Juli                                                    | Harry Mehlhose (Luftwaffen SV Berlin)                       | 3:56,4                                                      |
| 1937 | Berlin                                                      | 25. Juli                                                    | Fritz Schaumburg (Polizei SV Berlin)                        | 3:54,4                                                      |
| 1936 | Berlin                                                      | 12. Juli                                                    | Fritz Schaumburg (Polizei SV Oberhausen)                    | 3:54,6                                                      |
| 1935 | Berlin                                                      | 4. August                                                   | Fritz Schaumburg (Polizei SV Oberhausen)                    | 3:54,3                                                      |
| 1934 | Nürnberg                                                    | 28. Juli                                                    | Fritz Schaumburg (Polizei SV Oberhausen)                    | 4:00,1                                                      |
| 1933 | Köln                                                        | 13. August                                                  | Friedrich Kaufmann (Hannover 78)                            | 4:00,1                                                      |
| 1932 | Hannover                                                    | 3. Juli                                                     | Hans Wichmann (SCC Berlin)                                  | 4:01,8                                                      |
| 1931 | Berlin                                                      | 1. August                                                   | Helmuth Krause (SC Teutonia 99 Berlin)                      | 3:57,6                                                      |
| 1930 | Magdeburg                                                   | 3. August                                                   | Helmuth Krause (DSC Berlin)                                 | 4:03,0                                                      |
| 1929 | Breslau                                                     | 21. Juli                                                    | Hans Wichmann (Karlshorster TV Berlin)                      | 3:57,8                                                      |
| 1928 | Düsseldorf                                                  | 15. Juli                                                    | Hans Wichmann (Karlshorster TV Berlin)                      | 3:58,4                                                      |
| 1927 | Berlin                                                      | 17. Juli                                                    | Willi Boltze (SC Preußen Stettin)                           | 4:02,2                                                      |
| 1926 | Leipzig                                                     | 8. August                                                   | Otto Peltzer (SC Preußen Stettin)                           | 4:09,2                                                      |
| 1925 | Berlin                                                      | 9. August                                                   | Otto Peltzer (SC Preußen Stettin)                           | 4:02,0                                                      |
| 1924 | Stettin                                                     | 10. August                                                  | Otto Peltzer (SC Preußen Stettin)                           | 4:06,8                                                      |
| 1923 | Frankfurt am Main                                           | 19. August                                                  | Otto Peltzer (SC Preußen Stettin)                           | 4:07,9                                                      |
| 1922 | Duisburg                                                    | 20. August                                                  | Otto Peltzer (SC Preußen Stettin)                           | 4:03,8                                                      |
| 1921 | Hamburg                                                     | 21. August                                                  | Friedrich-Franz Köpcke (TSV Zehlendorf 88 Berlin)           | 4:07,4                                                      |
| 1920 | Dresden                                                     | 15. August                                                  | Friedrich-Franz Köpcke (TSV Zehlendorf 88 Berlin)           | 4:16,2                                                      |
| 1919 | Nürnberg                                                    | 24. August                                                  | Fritz Franz (SpVgg Fürth)                                   | 4:22,0                                                      |
| 1918 | Berlin                                                      | 25. August                                                  | Heinz Erler (Berliner SC)                                   | 4:21,1                                                      |
| 1917 | Berlin                                                      | 5. August                                                   | Ernst Tschoppe (Charlottenburger Turngemeinde)              | 4:32,0                                                      |
| 1916 | Leipzig                                                     | 27. August                                                  | Heinz Erler (Berliner SC)                                   | 4:10,8                                                      |
| 1915 | Berlin                                                      | 19. September                                               | Karl Ernst (Berliner SC)                                    | 4:29,8                                                      |
| 1914 | kriegsbedingt keine Deutschen Leichtathletikmeisterschaften | kriegsbedingt keine Deutschen Leichtathletikmeisterschaften | kriegsbedingt keine Deutschen Leichtathletikmeisterschaften | kriegsbedingt keine Deutschen Leichtathletikmeisterschaften |
| 1913 | Breslau                                                     | 17. August                                                  | Georg Mickler (SC Charlottenburg)                           | 4:12,1                                                      |
| 1912 | Duisburg                                                    | 18. August                                                  | Erwin von Sigel (Preußen Berlin)                            | 4:08,8                                                      |
| 1911 | Dresden                                                     | 20. August                                                  | James Lightbody (Berliner SC)                               | 4:16,2                                                      |
| 1910 | Frankfurt am Main                                           | 28. August                                                  | James Lightbody – USA (Berliner SC)                         | 4:12,4                                                      |
| 1909 | Frankfurt am Main                                           | 29. August                                                  | Erwin von Sigel (Preußen Berlin)                            | 4:14,6                                                      |
| 1908 | Berlin                                                      | 16. August                                                  | Paul Nettelbeck (SC Charlottenburg)                         | 4:22,8                                                      |
| 1907 | Breslau                                                     | 18. August                                                  | Erwin von Sigel (Teutonia 99 Berlin)                        | 4:34,2                                                      |
| 1906 | Hannover                                                    | 11. September                                               | Fritz Rath (Eintracht Hannover)                             | 4:22,2                                                      |
| 1905 | Mülhausen                                                   | 16. Juli                                                    | Kristian Hellström (Teutonia 99 Berlin)                     | 4:22,2                                                      |
| 1904 | Magdeburg                                                   | 19. Juni                                                    | Johannes Runge (Eintracht Braunschweig)                     | 4:17,0                                                      |
| 1903 | Hamburg                                                     | 6. September                                                | Miklós Bradanovic – Königreich Serbien (FC Altona 93)       | 4:24,6                                                      |
| 1902 | Hannover                                                    | 3. August                                                   | Hermann Friese (SC Germania Hamburg)                        | 4:23,4                                                      |
| 1901 | Wettbewerb nicht im Meisterschaftsprogramm                  | Wettbewerb nicht im Meisterschaftsprogramm                  | Wettbewerb nicht im Meisterschaftsprogramm                  | Wettbewerb nicht im Meisterschaftsprogramm                  |
| 1900 | Straßburg                                                   | 15. Juli                                                    | Franz Geist (Frankfurter FC 99)                             | 4:34,8                                                      |
| 1899 | Pforzheim                                                   | 24. September                                               | Franz Duhne (SC Germania Hamburg)                           | 5:01,0                                                      |
| 1898 | Hamburg                                                     | 25. September                                               | Franz Duhne (SC Germania Hamburg)                           | 4:26,2                                                      |